# Inokentij Smoktunovski
Inokentij Mihajlovič Smoktunovski (rus. Иннокентий Михайлович Смоктуновский; rođen Smoktunovič, Tatjanovka, Tomsk, 28. ožujka 1925.  – Moskva, 3. kolovoza 1994.) bio je sovjetski glumac, priznat kao "kralj sovjetskih glumaca". Proglašen je narodnim umjetnikom SSSR-a 1974. i herojem socijalističkog rada 1990. godine.

Smoktunovski je rođen u sibirskom selu u obitelji bjeloruske nacionalnosti. Jednom se pričalo, da potječe iz poljske obitelji, čak plemstva, ali sam glumac nije odobrio te teorije tvrdeći, da je njegova obitelj bjeloruska, a ne plemićka. Tijekom Drugog svjetskog rata služio je u Crvenoj armiji. Godine 1946. pridružio se kazalištu u Krasnojarsku, da bi se kasnije preselio u Moskvu. Georgi Tovstonogov ga je 1957. godine pozvao, da se pridruži Boljšoj dramskom kazalištu iz Lenjingrada, gdje je zadivio javnost dramatičnom interpretacijom princa Miškina u djelu Fjodora Dostojevskog „Idiot“.
Njegovu karijeru na filmu pokrenuo je film Mihaila Roma, „Devet dana u jednoj godini” (1962.). Godine 1964., dodijeljena mu je uloga Hamleta u proslavljenoj verziji ove Shakespeareove predstave, režirane od strane Grigorija Kozinjceva, koja je osvojila sve pohvale od strane Laurencea Oliviera kao i Lenjinovu nagradu. Mnogi engleski kritičari čak su Hamlet Smoktunovskog svrstali iznad onog koji je igrao Olivier po kvalitetu u vrijeme kada je Olivierova inačica još uvijek bila aktivna. Smoktunovski je načinio integralni herojski portret, koji je spojio ono što se do tada činilo nespojivim: mušku jednostavnost i izuzetni aristokratizam, ljubaznost i sarkazam, podrugljiv način razmišljanja i požrtvovnost.